# Intybine
L'intybine (lactucopicrine) est un sesquiterpène qui donne un goût amer, et a des propriétés sédatives et analgésiques. Ce glucoside[Information douteuse] qui provient de la condensation du sucre de la chicorée, est un composant du lactucarium, extrait de la Lactuca virosa (laitue vireuse).
Il modifie la saveur de la chicorée en lui donnant son goût caramélisé caractéristique et a été utilisé comme antipaludéen.